# José Luis Meléndez
José Luis „Pepe” Meléndez Galindo (ur. 26 grudnia 1988 w Guadalajarze) – meksykański trener piłkarski.